# Ziemia niczyja
Ziemia niczyja – teren leżący na granicy między skonfliktowanymi ze sobą stronami, niekontrolowany przez żadną z nich.
Podczas konfliktu zbrojnego ziemią niczyją jest obszar leżący między pozycjami wrogich armii. W czasie I wojny światowej, na froncie zachodnim, ziemia niczyja znajdowała się pomiędzy liniami okopów (państw centralnych i ententy).
Ziemią niczyją nazywany jest także obszar znajdujący się pomiędzy granicami dwóch państw (często wrogich), niekontrolowany przez żadne z nich (czasem nazywa się tak Koreańską Strefę Zdemilitaryzowaną dzielącą Koreę Południową i Północną czy obszar w południowym Teksasie na granicy amerykańsko-meksykańskiej przebiegającej wzdłuż Rio Grande).